# Antonio Rodríguez Ramírez
Pour les articles homonymes, voir Rodríguez et Ramírez.
Rodríguez  Ramírez est un nom espagnol. Le premier nom de famille, en général paternel, est Rodríguez ; le second, en général maternel, souvent omis, est Ramírez.
Antonio Rodríguez Ramírez, né en 1890 à Lima et mort le 19 février 1939 dans la même ville, est un homme politique et militaire péruvien, second vice-président du Pérou (es) de 1936 à 1939, sous la présidence d'Óscar R. Benavides. Il meurt en fonction en tentant d'effectuer un coup d'État.

## Biographie
Originaire de Lima, Antonio Rodríguez Ramírez est le fils d'un militaire. Il est remarqué pour ses talents lorsqu'il fréquente l'école militaire.
Lorsque Luis Sánchez Cerro devient président le 8 décembre 1931, Rodríguez, qui était alors colonel, est nommé chef de la Casa Militar. Lors de l'attentat contre Sánchez Cerro dans l'église de Miraflores le 6 mars 1932, il reçoit une balle dans la jambe et reste handicapé à vie, ce qui lui vaut le surnom de « Rodríguez le boiteux ». Il se trouvait également dans la voiture présidentielle lors de l'assassinat de Luis Miguel Sánchez Cerro, le 30 avril 1933, et aurait tiré sur l'assassin du président.
Lorsque le général Óscar R. Benavides fut désigné président par le Congrès, Rodríguez est devenu son homme de confiance. Il est donc promu général. À cette époque, il persécute durement les partisans de l'Alliance populaire révolutionnaire américaine (APRA) et les communistes. Rodríguez est nommé ministre du Gouvernement et de la Police en 1935, et c'est à ce titre qu'il maintient la politique répressive contre les communistes. Lorsque Benavides, avec l'approbation du Congrès, a rétabli les vice-présidences, abolies depuis 1920, Rodríguez est nommé deuxième vice-président de la République, car il était ministre du Gouvernement, tandis que la première vice-présidence a été occupée par Ernesto Montagne Markholz (es), en tant que président du Conseil des ministres.
On dit qu'il était franc-maçon et qu'il croyait en l'astrologie et au spiritisme. Sachant cela, le dirigeant de l'APRA, Víctor Raúl Haya de la Torre, a réussi à introduire un médium de l'APRA, Manuel Cenzano, dans les séances auxquelles assistait Rodríguez, afin de le faire travailler indirectement au profit du parti. Cenzano fait croire à Rodríguez qu'il invoque l'esprit de Sánchez Cerro, dont la voix d'outre-tombe désigne le ministre comme l'homme de la situation pour mettre fin à la dictature de Benavides et rétablir la démocratie. Mais pour y parvenir, cette même voix l'a averti qu'il avait besoin de l'aide des Apristes. Apparemment, Rodríguez était convaincu d'être prédestiné et après avoir surmonté ses opinions envers le parti, commence à prendre contact avec Haya de la Torre. Les deux hommes se rencontrent alors à plusieurs reprises. Depuis avril 1938, le leader de l'APRA était au courant des préparatifs de Rodriguez en vue d'un coup d'État, à qui il avait promis le soutien du peuple de l'APRA une fois le mouvement réalisé. Cependant, il s'agissait d'une ruse de Haya de la Torre, qui n'avait pas vraiment l'intention de collaborer avec Rodríguez une fois le coup d'État réalisé.
Antonio Rodríguez a planifié le coup d'État avec le général Cirilo Ortega, chef des groupes sécessionnistes de l'Union révolutionnaire (en), le parti de Sánchez Cerro. Il aurait bénéficié du soutien de plusieurs secteurs de l'économie nationale. Le coup d'État a eu lieu le 19 février 1939, alors que Benavides était en excursion à Pisco. Rodríguez occupe le palais du gouvernement et, devant les troupes rassemblées dans la cour, se proclame chef de la République par intérim, annonçant une amnistie générale, la convocation d'une assemblée constituante et des élections libres. Le chef du bataillon d'assaut de la Garde civile péruvienne (es), le major général Luis Rizo Patrón Lembcke, s'avance vers le palais et, d'une rafale de mitraillette, abat Rodríguez. Un enseigne et un garde tombent avec lui. Les autres officiers impliqués dans le coup d'État n'ont rien pu faire et ont été arrêtés.
La principale raison de l'échec de ce coup d'État est son caractère improvisé, car les rebelles n'ont pas réussi à engager de nombreuses unités clés de l'armée, de la marine et de la Garde nationale, ni de commandants importants. Ils n'avaient pas non plus obtenu de grande popularité auprès de la population et les Apristes ne se sont pas non plus présentés.
Ayant appris la tentative de coup d'État par télégramme, Benavides revient de Pisco par voie terrestre et arrive à Lima suivi d'une caravane de voitures. Il avait échappé à une destitution, mais comprenant l'enjeu et le climat politique, il convoque peu après des élections générales.